# Max Berner
Max Berner (* 29. Juni 1978 in Wien) ist ein österreichischer Kameramann, Musiker und Multimediakünstler.

## Leben
Max Berner ist der Sohn von Schauspielerin und Autorin Hilde Berger und dem Regisseur Dieter Berner. Er absolvierte 1996 die Höhere Graphische Bundes-Lehr- und Versuchsanstalt Wien, Abteilung Fotografie. Für Kino-Spielfilme steht er seit 2010 hinter der Kamera, zuletzt bei der international produzierten Spielfilmdokumentation Vienna calling über die Wiener Underground-Musikszene. Außerdem filmt und produziert er Musikvideos, insbesondere für die Wiener Rockband Gasmac Gilmore, deren Mitbegründer und Schlagzeuger er ist. Sein Schlagzeuglehrer war Christian Aigner, der spätere Schlagzeuger von Depeche Mode.
Max Berner lebt und arbeitet vorwiegend in Wien. Er ist mit der Künstlerin Maria Grün verheiratet, mit ihr zusammen gestaltet er Kunstobjekte und Installationen, zuletzt 2020 im Künstlerhaus Wien im Rahmen der Ausstellung KUBUS. Er ist Vater von zwei Töchtern: Ilvy Grün, geb. 2007, und Lilo Grün, geb. 2011.

## Filmografie

### Spielfilme (Auswahl)
- 2025: Crystal Wall DOP (Wega Film Vienna, Producers at work für ZDF)
- 2024: Pandora's Legacy DOP  (Amour Fou Vienna)
- 2023: Vienna Calling DOP (Amour Fou Vienna und Fruitmarket Köln)
- 2022: Alma & Oskar DOP 2nd Unit (Film AG Wien, Wüste Film Hamburg, Turnus Film Zürich)
- 2021: Verlass mich nicht DOP, Edit (Kunstuniversität Graz)
- 2018: Kunststücke DOP, Edit (Kunstuniversität Graz)
- 2016: Egon Schiele: Tod und Mädchen DOP 2ndUnit (Novotny&Novotny Filmproduktion und Amour Fou Lux)
- 2013: Liebe Macht DOP, Edit (Reinhardtseminar Wien)
- 2011: Zimmer 34  DOP, Edit (EUXXL für Donau-Universität Krems)

### Musikvideos (Auswahl)
- 2021: Sabaha  DOP, Edit, Director (Esrap mit Gasmac Gilmore)
- 2019: Da Boss DOP (Illuminati Film)
- 2019: Freunde dabei DOP, Edit, Director (Esrap mit Gasmac Gilmore)
- 2015: Erdbeermund DOP, Edit (starring Daniel Brem)
- 2013: The Monkey March DOP, Edit, Director (Gasmac Gilmore)
- 2008: Mama  Splatter-Movie,  DOP, Edit (Sehsüchte Filmfestival Potsdam)
- 2004: Zirkus Plastilin Animations Video, DOP (LOOP Raum Berlin)

## Ausstellungen (Auswahl)
- 2020: KUBUS Künstlerhaus Wien
- 2020: Anagram Schleifmühlgasse 12–14
- 2015: ATMEN Schleifmühlgasse 12–14

## Auszeichnungen und Nominierungen
- 2021: Vienna Shorts Video Award für Sabaha
- 2009: Austrian Newcomer Award für das Gasmac Gilmore-Album About Boys and Dogs
- 2008: Sehsüchte Filmfestival Potsdam mit Mama